# Metvulja
Metvulja (monarda, indijanska kopriva, bergamot; lat. Monarda), biljni rod jednogodišnjeg raslinja i trajnica iz porodice usnača. Porijeklom je iz Sjeverne Amerike, a najpoznatija je među njima indijanska kopriva, bergamot, monarda ili konjska metvica, koja raste po rubovima šuma i po svjetlim šumama, i koju su Indijanci koristili kao lijek protiv prehlade
Rod je dobio ime po španjolskom botaničaru N. Monardesu, a opisao ga je još 1753 Carl Linné. Pripada joj preko 20 vrsta.

## Vrste
1. Monarda bartlettii Standl.
2. Monarda bradburiana Beck
3. Monarda citriodora Cerv. ex Lag.
4. Monarda clinopodia L.
5. Monarda clinopodioides A.Gray
6. Monarda didyma L.
7. Monarda eplingiana Standl.
8. Monarda fistulosa L.
9. Monarda fruticulosa Epling
10. Monarda humilis (Torr.) Prather & J.A.Keith
11. Monarda lindheimeri Engelm. & A.Gray
12. Monarda luteola Singhurst & W.C.Holmes
13. Monarda maritima (Cory) Correll
14. Monarda media Willd.
15. Monarda × medioides W.H.Duncan
16. Monarda pectinata Nutt.
17. Monarda pringlei Fernald
18. Monarda punctata L.
19. Monarda russeliana Nutt.
20. Monarda scabra Beck.
21. Monarda stanfieldii Small
22. Monarda viridissima Correll